# Deutsche Männer-Handballnationalmannschaft (Jugend)
Die deutsche Männer-Handballnationalmannschaft (Jugend) ist die vom Deutschen Handballbund aufgestellte Nationalauswahl Deutschlands für Nachwuchsspieler der Altersklasse Jugend.

## DefinitionJuniorenundJugend
Die Jugendauswahl steht altersmäßig unterhalb der Juniorenauswahl und der A-Nationalmannschaft.
Da sich die Leistungsfähigkeit von Sportlern altersabhängig unterscheidet, wird eine Klasseneinteilung vorgenommen. Unterhalb der Erwachsenenklasse Senioren werden die Sportler abhängig vom Geburtsjahr Altersklassen zugeteilt. Im deutschen Sprachraum wird dabei der Buchstabe U (steht für unter) vor das jeweilige Alter gesetzt. Die Junioren und Jugend genannten Sportler treten in den Altersklassen U 21 (unter 21 Jahren) und U 19 (unter 19 Jahren) an. Da für die Einteilung das Geburtsjahr ausschlaggebend ist, können die Sportler ihre Klassenzugehörigkeit während einer Saison beibehalten.
Beispiele: An den U-21-Wettbewerben im Jahr 2018 durften Spieler der Geburtsjahrgänge 1998 und 1999 teilnehmen. An den U-19-Wettbewerben des Jahres 2018 durften Spieler der Geburtsjahrgänge 2000 und 2001 teilnehmen.
Da die Altersklassen jeweils nur zwei Jahre behalten werden, ist die Fluktuation weit größer als bei den Erwachsenenauswahlen.

## Wettbewerbe

### Europäisches Olympisches Jugendfestival (U17)
Am Europäischen Olympischen Jugendfestival (EYOF), das alle zwei Jahre ausgetragen wird, nehmen Nationalmannschaften der Altersklasse U17 teil.
Die deutsche Auswahl nahm mit nachstehend aufgeführten Ergebnissen teil:
| Jahr | Ort                    | Teams | Platz | Mannschaft | Trainer               | Anmerkungen |
| ---- | ---------------------- | ----- | ----- | --- | --------------------- | ----------- |
| 2011 | Trabzon, Türkei        | 8     | 2.    | Jonas Maier, Christopher Rudeck, Paul Tiede, Tim Keupp, Tom Spieß, Marcel Engels, Jaron Siewert, Lars Spieß, Timo Kastening, Fabian Hartwich, Jannik Kohlbacher, Andreas Bornemann, Max Emanuel, Kevin Herbst, Jannik Hausmann                 | Klaus-Dieter Petersen |             |
| 2013 | Utrecht, Niederlande   | 8     | 6.    | Andre Czech, Björn Zintel, Jerome Müller, Rico Keller, Dominik Claus, Lukas Mertens, Kevin Struck, Linus Mathes, Finn Ole Maciejewski, Max Haider, Tim Zechel, Tom Landgraf, Jan Lemke, Moritz Schade, Antonio Metzner                         | Klaus-Dieter Petersen |             |
| 2015 | Tiflis, Georgien       | 8     | 3.    | Till Klimpke, Albin Xhafolli, Luis Villgrattner, Benedikt Bayer, Dimitri Ignatow, Niklas Diebel, Frederik Simak, Marcel Timm, Benedikt Kellner, Hendrik Schreiber, Janis Boieck, Mattis Michel, Malte Donker, Sebastian Heymann, Gregor Rempke | Klaus-Dieter Petersen |             |
| 2017 | Győr, Ungarn           | 8     | 1.    | Johannes Jepsen, Jaris Tobeler, Loris Kotte, Moritz Hom, Alexander Reimann, Lars Meereis, Juri Knorr, Veit Mävers, Niklas Trumpf, Lukas Diedrich, Merlin Fuss, Tolga Durmaz, Ian Weber, Aron Krai, Robin Danneberg                             | Carsten Klavehn       |             |
| 2019 | Baku, Aserbaidschan    | 8     | 2.    | Tim Freihöfer, Felix Eißing, Carl Philipp Haake, David Kuntscher, Mathis Häseler, Paul Kompenhans, Renārs Uščins, Maxim Orlov, Lorenz Rinn, Niclas Heitkamp, Fynn Nicolaus, Ole Pregler, Lasse Ludwig, Oskar Neudeck, Justus Fischer           | Jochen Beppler        |             |
| 2022 | Zvolen, Slowakei       | 8     | 1.    | Leonard Zink, Lennart Karrenbauer, Tim Gömmel, Kay Funke, Krischa Leis, Ben Seidel, Jan Schmidt, Linus Kutz, Bennet Strobel, Theo Sommer, Jan Weiss, Dave Hörnig, Marc Riffelmacher, Roman Babic, Felix Göttler                                | Jochen Beppler        |             |
| 2023 | Maribor, Slowenien     | 8     | 1.    | Phileas Daniel, Anel Durmic, Jan Grüner, Julius Hein, Laurin Karrenbauer, Jan Mudrow, Oskar Pakebusch, William Reichardt, Julien Sprößig, Leon Stehl, Oskar Stieglitz, Bennet Strobel, Moritz Wanjura, Tom Wolf, Leonard Zink                  | Jochen Beppler        |             |
| 2025 | Skopje, Nordmazedonien | 8     | 02.   | Tobias Dengler, Tjorven Knackstedt, Dominik Barth, Jasper Anschütz, Julius Eisend, Malte Elze, Kalle Gaugisch, Malte Hagedorn, Friedrich Henselek, Leo Nowak, Julius Pöthke, Albert Sandeck, Tilman Stark, Tim Thielicke, Leonard Volk         | Jochen Beppler        |             |

### Europameisterschaft der Jugend (U 18)
Die U-18-Europameisterschaften werden seit 1992 grundsätzlich alle zwei Jahre ausgetragen.
Die deutsche Auswahl nahm mit nachstehend aufgeführten Ergebnissen teil:
| Jahr   | Land                   | Teams                                             | Platz                                             | Mannschaft | Trainer                                           | Anmerkungen |                    |
| ------ | ---------------------- | ------------------------------------------------- | ------------------------------------------------- | --- | ------------------------------------------------- | --- | ------------------ |
| 1992   | Schweiz                | 8                                                 | 05.                                               | ? | ?                                                 | – |                    |
| 1994   | Israel                 | ?                                                 | nicht teilgenommen                                | nicht teilgenommen | nicht teilgenommen                                | nicht teilgenommen                                                                                             | nicht teilgenommen |
| 1997   | Estland                | 12                                                | nicht teilgenommen                                | nicht teilgenommen | nicht teilgenommen                                | nicht teilgenommen                                                                                             | nicht teilgenommen |
| 1999   | Portugal               | 12                                                | 09.                                               | S. Schmidt, Johannes Bitter, Carsten Lichtlein, Nico Kibat, Andreas Blank, Matthias Rohr, Sven Hertzberg, Matthias Aschenbroich, André Bechtold, Christian Zeitz, C. Stein, Tobias Schröder, Matthias Rauh, Andreas Neumann, A. Lanjen | ?                                                 | – |                    |
| 2001   | Luxemburg              | 12                                                | nicht teilgenommen                                | nicht teilgenommen | nicht teilgenommen                                | nicht teilgenommen                                                                                             |                    |
| 2003   | Slowakei               | 12                                                | 02.                                               | Silvio Heinevetter, René Selke, Mathias Lenz, Marc Hohenberg, Timo Salzer, Moritz Schäpsmeier, Andreas Rojewski, Sebastian Roth, Florian Laudt, J. Wagner, René Boese, Christoph Theuerkauf, Christian Heuberger, Yves Grafenhorst, Andreas Simon, Oliver Tesch                                                                           | Kilian Eberhard                                   | – |                    |
| 2004   | Serbien und Montenegro | 16                                                | 05.                                               | Jürgen Müller, Mario Huhnstock, Matthias Ritschel, Robin Haller, Uwe Gensheimer, Timo Salzer, Michael Allendorf, Sebastian Opderbeck, Steffen Weinhold, Gunnar Dietrich, Hannes Lindt, Fabian Marlok, Martin Strobel, Simon Wohlrabe, Marc Hafner, Sven Strübin                                                                           | Klaus Langhoff                                    | – |                    |
| 2006   | Estland                | 16                                                | 09.                                               | S. Klein, Patrick Schulz, Matthias Baur, Fabian Böhm, Alexander Auerbach, Steffen Coßbau, Sascha Meiner, Kai Häfner, Markus Neukirchen, Daniel Wessig, Fabian Gutbrod, Marcel Görden, Henning Quade, Gabor Langhans, Jacob Fritsch, Patrick Groetzki                                                                                      | Helmut Kurrat                                     | – |                    |
| 2008   | Tschechien             | 16                                                | 01.                                               | Nils Dresrüsse, Hendrik Pekeler, Alexander Becker, Yannik Grothe, Rene Drechsler, Jochen Geppert, Maximilian Bender, Steffen Fäth, Christoph Steinert, Niklas Ruß, Marcel Schliedermann, Tom Wetzel, Tim Hornke, Felix König, Michel Abt, Maximilian Schubert                                                                             | Klaus-Dieter Petersen                             | – |                    |
| 2010   | Montenegro             | 16                                                | 04.                                               | Felix Storbeck, Nils Torbrügge, Dennis Backhaus, Julius Kühn, Pascal Durak, Alexander Feld, Ramon Tauabo, Paul Weidner, Patrick Schmidt, Jan Forstbauer, Markus Hansen, Maximilian Lipp, Mario Stark, Philipp Weber | Heiko Karrer, Christian Schwarzer                 | Felix Storbeck (TW) und Philipp Weber (RM) wurden in das All-Star-Team gewählt.                                |                    |
| 2012   | Österreich             | 16                                                | 01.                                               | Marcel Engels, Lars Spieß, Maximilian-Leon Bettin, Jannik Kohlbacher, Tom Spieß, Alexander Saul, Max Emanuel, Jonas Maier, Jaron Siewert, Paul Drux, Yves Kunkel, Christopher Rudeck, Moritz Preuss, Jannik Hausmann, Simon Ernst, Timo Kastening                                                                                         | Klaus-Dieter Petersen                             | Simon Ernst (RM) wurde in das All-Star-Team gewählt. Marcel Engels wurde als bester Verteidiger ausgezeichnet. |                    |
| 2014   | Polen                  | 16                                                | 07.                                               | Björn Zintel, Jonas Müller, Jerome Müller, Rico Keller, Dominik Claus, Lukas Mertens, Kevin Struck, Paul Porath, Robert Barten, Max Haider, Joel Birlehm, Pascal Kirchenbauer, Moritz Schade, Lars Weissgerber, Alexander Williams | Christian Schwarzer                               | Björn Zintel (RM) wurde in das All-Star-Team gewählt.                                                          |                    |
| 2016   | Kroatien               | 16                                                | 03.                                               | Robin Breitenfeldt, Dimitri Ignatow, Luis Villgrattner, Tim Matthes, Eloy Morante Maldonado, Lukas Stutzke, Sebastian Heymann, Jakob Knauer, Tim Hottgenroth, Moritz Strosack, Till Klimpke, Niklas Diebel, Ferris Klotz, Marcel Timm, Gregor Remke                                                                                       | Andre Haber                                       | Till Klimpke (TW) und Sebastian Heymann (RL) wurden in das All-Star-Team gewählt.                              |                    |
| 2018   | Kroatien               | 16                                                | 06.                                               | Johannes Jepsen, Jaris Tobeler, Loris Kotte, Julian Köster, Alexander Reimann, Juri Knorr, Veit Mävers, Merlin Fuß, Ian Weber, Alexander Weck, Benedikt Damm, Axel Goller, Torben Matzken, Finn Zecher, Yannick Danneberg, Tolga Durmaz                                                                                                   | Erik Wudtke                                       | Juri Knorr (RL) wurde in das All-Star-Team gewählt.                                                            |                    |
| 2020   | Slowenien              | Das Turnier fiel wegen der COVID-19-Pandemie aus. | Das Turnier fiel wegen der COVID-19-Pandemie aus. | Das Turnier fiel wegen der COVID-19-Pandemie aus. | Das Turnier fiel wegen der COVID-19-Pandemie aus. | Das Turnier fiel wegen der COVID-19-Pandemie aus.                                                              |                    |
| 2021 1 | Kroatien               | 16                                                | 01.                                               | Niko Bratzke, Leon Maximilian Ciudad Benitez, Justus Fischer, Tim Freihöfer, Niclas Heitkamp, Luca Klein, Florian Kranzmann, Robert Kraß, Lennart Leitz, Lasse Ludwig, Fynn-Luca Nicolaus, Nico Schöttle, Aron Seesing, Stephan Seitz, David Späth, Sören Steinhaus, Renars Uščins                                                        | Klaus-Dieter Petersen                             | David Späth (TW) und Renars Uščins (RR) wurden in das All-Star-Team gewählt.                                   |                    |
| 2022   | Montenegro             | 16                                                | 03.                                               | Julian Buchele, Max Günther, Jarnes Faust, Felix Mart, Fritz Haake, Ben Connar Battermann, Nils Greilich, Matteo Menges, Frederik Höler, Georg Löwen, David Móré, Magnus Grupe, Florian Billepp, Henri Pabst, Tim Hertzfeld, Michl Reichardt                                                                                              | Erik Wudtke                                       | David Móré (LA) wurde in das All-Star Team gewählt.                                                            |                    |
| 2024   | Montenegro             | 24                                                | 05.                                               | Elias Ciudad Benitez (KM), Phileas Daniel (RM,RL), Jan Grüner (LA), Daniel Guretzky (TW), Laurin Karrenbauer (RM,RL), Paul Krügele (LA), Julian Kusche (RM), Jan Mudrow (RL), Tim Schröder (KM), Julien Sprößig (RA), Oskar Stieglitz (TW), Bennet Strobel (KM), Anton Voß (RA), Moritz Wanjura (RR), Tom Wolf (RM,RL), Leonard Zink (RR) | Emir Kurtagic, Carsten Klavehn                    | Bennet Strobel wurde in das All-Star Team gewählt.                                                             |                    |

### Weltmeisterschaft der Jugend (U 19)
Die U-19-Weltmeisterschaften werden seit 2005 grundsätzlich alle zwei Jahre ausgetragen.
Die deutsche Auswahl nahm mit nachstehend aufgeführten Ergebnissen teil:
| Jahr | Land           | Teams                                             | Platz                                             | Mannschaft | Trainer                                           | Anmerkungen |
| ---- | -------------- | ------------------------------------------------- | ------------------------------------------------- | --- | ------------------------------------------------- | --- |
| 2005 | Katar          | 10                                                | nicht teilgenommen                                | nicht teilgenommen | nicht teilgenommen                                | nicht teilgenommen |
| 2007 | Bahrain        | 16                                                | nicht teilgenommen                                | nicht teilgenommen | nicht teilgenommen                                | nicht teilgenommen |
| 2009 | Tunesien       | 20                                                | 07.                                               | Nils Dresrüsse, Marco Huls, Alexander Becker, Johannes Sellin, Maximilian Schubert, Philipp Keinath Beniamin Prestel, Rene Drechsler, Jochen Geppert, Maximilian Bender, Niklas Ruß, Robert Wetzel, Marcel Schliedermann, Hendrik Pekeler, Tim Hornke, Felix König | Klaus-Dieter Petersen                             | |
| 2011 | Argentinien    | 20                                                | 07.                                               | Felix Storbeck, Nils Torbrügge, Dennis Backhaus, Julius Kühn, Marc Pechstein, Pascal Durak, Fabian Wiede, Alexander Feld, Florian Freitag, Ramon Tauabo, Dennis Doden, Patrick Schmidt, Julian Possehl, Markus Hansen, Maximilian Kroll, Florian Eisenträger       | Heiko Karrer, Christian Schwarzer                 | |
| 2013 | Ungarn         | 24                                                | 03.                                               | Lukas Blohme, Joscha Ritterbach, Jannik Hausmann, Marcel Engels, Kevin Herbst, Florian Baumgärtner, Jannik Kohlbacher, Tom Spieß, Paul Drux, Max Emanuel, Konstantin Poltrum, Fabian Wiederstein, Philipp Jaeger, Yves Kunkel, Christopher Rudeck, Tim Suton       | Heiko Karrer, Christian Schwarzer                 | Tim Suton wurde in das All-Star-Team gewählt.                                                                                    |
| 2015 | Russland       | 24                                                | 17.                                               | Noah Beyer, Björn Zintel, Jerome Müller, Rico Keller, Dominik Claus, Philipp Bauer, Kevin Struck, Lukas Mertens, Antonio Metzner, Paul Porath, Max Haider, Joel Birlehm, Lars Weissgerber, Marian Michalczik, Moritz Schade, Nils Gugisch                          | Christian Schwarzer                               | |
| 2017 | Georgien       | 24                                                | 09.                                               | Marc-Robin Eisel, Dimitri Ignatow, Fin Backs, Tim Matthes, Max Staar, Lukas Stutzke, Frederik Simak, Justin Kurch, Leon Mehler, Eloy Morante Maldonado, Jannek Klein, Till Klimpke, Niklas Diebel, Joshua Thiele, Oliver Seidler, Gregor Remke                     | Jochen Beppler                                    | |
| 2019 | Nordmazedonien | 24                                                | 02.                                               | Johannes Jepsen, Jaris Tobeler, Alexander Pfeifer, Julian Köster, Alexander Reimann, Veit Mävers, Lukas Diedrich, Merlin Fuß, Ian Weber, Nils Lichtlein, Philipp Ahouansou, Julius Meyer-Siebert, Benedikt Damm, Tom Bergner, Nils Röller, Yessine Meddeb          | Erik Wudtke                                       | Julian Köster wurde als bester Verteidiger ausgezeichnet. Alexander Reimann und Tom Bergner wurden in das All-Star-Team gewählt. |
| 2021 | Griechenland   | Das Turnier fiel wegen der COVID-19-Pandemie aus. | Das Turnier fiel wegen der COVID-19-Pandemie aus. | Das Turnier fiel wegen der COVID-19-Pandemie aus. | Das Turnier fiel wegen der COVID-19-Pandemie aus. | Das Turnier fiel wegen der COVID-19-Pandemie aus.                                                                                |
| 2023 | Kroatien       | 32                                                | 5.                                                | Julian Buchele, Frederik Höler, Torsten Anselm, Ben Connar Battermann, Vinzent Bertl, Kay Funke, Tim Gömmel, Felix Göttler, Max Günther, Fritz Haake, Tim Hertzfeld, Krischa Leis, Anton Preußner, Nicholas Schley, Marvin Siemer                                  | Emir Kurtagic, Alexander Koke                     | – |
| 2025 | Ägypten        | 32                                                | 1.                                                | Finn Knaack, Anel Durmic, Noah Hensen, Fynn Paulicks, Rasmus Ankermann, William Reichardt, Nick Scherbaum, Lars Genz, Linus Schmid, Leon Stehl, Anton Voß, Jan Grüner, Monty Kleinsteuber, Tim Schröder, Bennet Strobel, Max Heydecke                              | Erik Wudtke                                       | Finn Knaack (Torwart) und Tim Schröder (Kreisläufer) wurden in das All-Star-Team gewählt.                                        |